# Sonnenwendfeier Pretzien 2006
Die Sonnenwendfeier im sachsen-anhaltischen Pretzien am 24. Juni 2006 war ein Dorffest, auf dem drei Mitglieder des „Heimatbundes Ostelbien“ eine Ausgabe des Tagebuchs der Anne Frank und eine US-amerikanische Flagge demonstrativ verbrannten. Die anderen Gäste griffen nicht ein. Dieser Vorgang rief bundesweit Empörung hervor und wurde auch weltweit wahrgenommen. Fünf der Beteiligten wurden im März 2007 wegen Volksverhetzung zu Bewährungsstrafen verurteilt.

## Hergang

### Vorgeschichte
Seit längerem hatten sich einige junge Erwachsene in Pretzien politisch als Neo-Nazis positioniert und waren dem Heimatbund Ostelbien beigetreten. Andere Bewohner des Ortes versuchten diesen Entwicklungen entgegenzuwirken, indem sie die Betreffenden in Vereinen, Chören und bei der Freiwilligen Feuerwehr einbanden. Im Zuge dieser vom langjährigen Bürgermeister Friedrich Harwig (ehemaliges Mitglied der PDS) und dem aus Pretzien stammenden ehemaligen Innenminister Klaus Jeziorsky (CDU) unterstützten Integrationsstrategie wurde auch die Organisation des Dorffestes dem Heimatbund Ostelbien übertragen.

### Sonnenwendfeier
Die Einladungen des Heimatbundes Ostelbien kündigten ein „Kulturelles Programm und Sonnenfeuer“ an und enthielten keinen Hinweis auf eine geplante Bücherverbrennung. Das Fest fand auf einer Wiese hinter dem Gemeindehaus von Pretzien statt. Zwei der Organisatoren trugen T-Shirts mit dem Aufdruck „Wehrmacht Pretzien“, als Anspielung auf den Namen der deutschen Wehrmacht während des Zweiten Weltkrieges. Es wurde ein Lagerfeuer entzündet. Im Verlauf der Veranstaltung forderte einer der Organisatoren, der fünfundzwanzigjährige Lars K., die zu diesem Zeitpunkt rund 80 Gäste auf, Gegenstände ins Feuer zu werfen: Jeder, der etwas „Artfremdes“ habe, möge es „jetzt dem Feuer übergeben“. Sodann verbrannte Marc P., ein anderes Mitglied des Heimatbundes Ostelbien, eine amerikanische Flagge in dem Feuer. Danach warf Lars K. ein Taschenbuchexemplar des Anne-Frank-Tagebuches ins Feuer und bezeichnete den Inhalt dieses Buches als Lüge. Lars H. erklärte später vor Gericht, seine Freundin zuvor telefonisch gebeten zu haben, ihm das Buch aus einem Umzugskarton herauszusuchen und vorbeizubringen. Während der Verbrennung wurden zudem Parolen von „deutschem Blut“ und „deutscher Jugend“ geäußert.
Die anderen Anwesenden, unter ihnen der Bürgermeister und Polizisten, griffen nicht ein. Erst zehn Tage nach der Tat durchsuchte die Polizei mehrere Wohnungen in Pretzien.

## Reaktionen
Da das nachgelassene Tagebuch Anne Franks als wichtiges literarisches Zeugnis eines Opfers des Holocaust gilt, wurden die Ereignisse in der Öffentlichkeit aufgefasst als Verhöhnung der Opfer, eine Leugnung des Holocaust sowie auch als eine Wiederholung der nationalsozialistischen Bücherverbrennungen von 1933. Die gleichzeitige Flaggenverbrennung wurde als Verknüpfung von Antisemitismus und Antiamerikanismus interpretiert.
Der sachsen-anhaltische Innenminister Holger Hövelmann bezeichnete diesen Akt als „Angriff auf die menschliche Kultur“. Der Direktor des Anne Frank Zentrums in Berlin, Thomas Heppener, reagierte ebenfalls empört. Er zeigte sich erschreckt, dass es keinen Aufschrei der Pretziener Bürger gegeben habe.

## Der Prozess
In der folgenden Verhandlung vor dem Amtsgericht Schönebeck gegen sieben zwischen 24 und 29 Jahre alte an der Tat beteiligte Männer sagte Harwig als Zeuge aus. Dagegen beriefen sich viele andere bei der Buchverbrennung Anwesenden auf „Erinnerungslücken“. Vor Gericht gab Lars K. durch seinen Verteidiger an, sein Anliegen sei nicht eine Leugnung des Holocaust gewesen, sondern eine „Reinigung von Gegenständen, die einen besonders belasten“. Auf diese Weise habe er sich von einem „bösen Kapitel“ der deutschen Geschichte befreien wollen. Der Verteidiger meinte, die Aktion von Lars H. sei „deutlich missverstanden“ worden. Auch der Verteidiger von Marc P. argumentierte, dieser habe die „Aggressionspolitik der USA“ anprangern und sich von etwas befreien wollen, wie es „Sinn und Zweck“ einer Sonnenwendfeier sei. Diese Plädoyers stießen bei Prozessbeobachtern auf starke Ablehnung. Die anderen fünf Angeklagten verweigerten die Aussage.
Das Gericht verurteilte am 8. März 2007 fünf Angeklagte zu jeweils neun Monaten Haft auf Bewährung „wegen gemeinschaftlicher Volksverhetzung und der Verunglimpfung des Andenkens Verstorbener“. Weitere zwei der Angeklagten wurden freigesprochen, da ihnen nicht zweifelsfrei nachzuweisen gewesen war, dass sie an der Ausführung persönlich beteiligt waren. Der Staatsanwalt hatte zwölf Monate Haft gefordert.
Nach dem Urteil sagte Harwig, das Urteil kläre das Problem nicht. Die Bevölkerung Pretziens galt als gespalten. Der Pretziener Pfarrer Andreas Holtz bezeichnete die Hemmschwellen in der Region als „abgenutzt“. Holtz berichtete: „Nicht einmal, dass sich manche Zwölfjährige in der Schule mit ,Heil Hitler‘ grüßen, kümmert besonders viele.“ Um eine Wiederholung der Ereignisse abzuwenden, muss sich nach Meinung von Holtz etwas in den Köpfen der Mehrheit bewegen. Das Landgericht Magdeburg meldete am 16. März 2007 über die Deutsche Presse-Agentur, die Verurteilten hätten beantragt, vor der nächsthöheren Gerichtsinstanz die Sache erneut zu verhandeln.

## Nachgeschichte
Die Ereignisse am 24. Juni 2006 und die Probleme mit örtlichen Neonazis sind in Pretzien kein geläufiges Gesprächsthema. Andererseits wurde eine „Initiativgruppe“ zur Aufklärung über den Rechtsextremismus gegründet, die dazu Veranstaltungen organisiert und von der Berliner Gesellschaft Demokratische Kultur unterstützt wird. Unter anderem fand in Pretzien eine Lesung aus Anne Franks Tagebuch mit der Schauspielerin Iris Berben statt. Die laufende Lesung wurde durch einen der Rechtsextremisten gestört, der im Saal erschien und Videoaufnahmen machte. Der Heimatbund Ostelbien wurde als rechtsextremistische Organisation verboten. Die einzelnen Mitglieder und die verurteilten Täter wurden von den übrigen Pretzienern weiterhin in das Vereinsleben einbezogen. Nach der Einschätzung von Bernd Wagner, dem Geschäftsführer der Gesellschaft Demokratische Kultur, fehlte es im Jahr 2007 in Pretzien noch an einer inhaltlichen Auseinandersetzung mit den Neonazis.